# Sebastián Vegas
Sebastián Ignacio Vegas Orellana (* 4. Dezember 1996 in Santiago de Chile) ist ein chilenischer Fußballspieler. Der Innenverteidiger ist chilenischer Nationalspieler.

## Karriere

### Verein
Sebastián Vegas begann seine professionelle Karriere bei Audax Italiano, einem Verein aus La Florida. In der ersten Mannschaft debütierte er am 7. Juli 2013 beim 2:2-Unentschieden gegen den CD Magallanes in der Copa Chile. Sein Debüt in der höchsten chilenischen Spielklasse bestritt der Innenverteidiger am 11. August 2013 (3. Spieltag der Apertura) beim 1:1-Unentschieden gegen den CD O’Higgins. Sein erstes Ligator gelang ihm am 7. April 2014 (14. Spieltag der Clausura) beim 3:0-Heimsieg gegen Deportes Iquique. In seiner ersten Saison 2013/14 bestritt er 15 Ligaspiele, in denen er einen Treffer erzielte. In der nächsten Spielzeit 2015/16 wurde er 20 Mal eingesetzt, blieb diesmal aber ohne Torerfolg. Auch in der Saison 2016/17 gelang ihm in 19 Einsätzen in der Liga kein Treffer.
Am 27. Juni 2016 wechselte Vegas in einem Leihgeschäft zum mexikanischen Erstligisten Monarcas Morelia, der sich eine Kaufoption für ihn sicherte. Sein Pflichtspieldebüt absolvierte er am 28. Juli 2016 beim 3:0-Heimsieg gegen den Alebrijes de Oaxaca FC in der Copa MX. Sein Ligadebüt gab er am 2. Oktober 2016 (12. Spieltag der Apertura) bei der 1:2-Auswärtsniederlage gegen Deportivo Guadalajara. In der Saison 2016/17 bestritt er 15 Ligaspiele. Die Canarios zogen die Kaufoption in Höhe von 1,25 Millionen Euro und machten ihn damit zu einem festen Bestandteil des Vereins.
Am 23. August 2017 (6. Spieltag der Apertura) erzielte er beim 2:1-Auswärtssieg gegen die UNAM Pumas sein erstes Tor im Trikot von Monarcas Morelia. Vier Tage später traf er beim 2:0-Heimsieg gegen den Club América erneut. In dieser Spielzeit 2017/18 kam er in 26 Ligaspielen zum Einsatz. In der folgenden Apertura 2018 erzielte er in acht Einsätzen vier Tore. In der Clausura 2019 kam er in allen 17 Spielen zum Einsatz, blieb aber ohne Torerfolg. In der aufgrund der COVID-19-Pandemie verkürzten Saison 2019/20 bestritt er 29 Ligaspiele, in denen er zwei Tore erzielte.
Nachdem Monarcas Morelia am Ende der Saison aufgelöst wurde, trainierte Vegas ab Juni 2020 beim Nachfolgeverein Mazatlán FC mit. Im Juli 2020 übernahm der neugegründete Klub den Innenverteidiger endgültig und stattete ihn mit einem Dreijahresvertrag aus. Bereits am 14. Juli 2020 wurde Vegas für die gesamte Saison 2020/21 an den Ligakonkurrenten CF Monterrey ausgeliehen. Die Rayados wurden bereits im Januar 2020 mit ihm in Verbindung gebracht und sicherten sich zusätzlich eine Kaufoption.
Im Januar 2025 kehrte er nach fast zehn Jahren in Mexiko nach Chile zurück und unterschrieb beim Rekordmeister CSD Colo-Colo einen Vertrag.

### Nationalmannschaft
Sebastián Vegas repräsentierte sein Heimatland in diversen Juniorennationalmannschaften. Seine erste Nominierung in die A-Auswahl erhielt er Mitte Januar 2015, kam jedoch vorerst nicht zu seinem Debüt. Zwei Jahre später war er in Freundschaftsspielen gegen Kroatien und Island wieder im Kader gelistet. Auf sein Debüt musste er aber erneut warten. Dies gab er schließlich am 31. Mai 2018 bei der 2:3-Niederlage im Freundschaftsspiel gegen Rumänien, als er in der Startelf stand und zur Halbzeit für Miiko Albornoz ausgewechselt wurde. Am 17. November desselben Jahres traf er bei der 2:3-Niederlage im Test gegen Costa Rica erstmals für La Roja.